# SMS Babenberg
SMS Babenberg (нем. Его Величества Корабль «Бабенберг») — австро-венгерский броненосец-додредноут типа «Габсбург». Участвовал в Первой мировой войне в составе ВМС Австро-Венгрии. После войны в качестве трофея был передан британцам, а в 1921 году был разобран на металл в Италии.

## Конструкция
«Бабенберг» являлся последним кораблём из серии броненосцев типа «Габсбург». Был заложен 19 января 1901 на стапелях завода «Стабилименто Текнико Триестино» в Триесте. Спущен на воду через полтора года, 4 октября 1902. После завершения отделочных работ вступил в состав ВМС Австро-Венгрии 15 апреля 1904. Палуба «Бабенберга» изготавливалась из тика, причём этот материал был единственным, который Австро-Венгрия могла закупать за границей для строительства кораблей.
«Бабенберг» обладал следующими параметрами: длина 113,11 м по КВЛ и 114,55 м максимум, ширина 19,8 м и осадка 7,5 м; надводный борт 5,8 на 5,5 м; водоизмещение от 8364 т до 8965 т. Экипаж состоял из 638 человек. Двигателями «Бабенберга» являлись 4-цилиндровые вертикальные двигатели — паровые машины тройного расширения, работоспособность которых поддерживалась 16 котлами Belleville. Мощность достигала 16 тысяч л.с. и давала скорость до 19,85 узлов.
Корпус корабля изготавливался из продольных и поперечных стальных элементов, поверх которых накладывались внешние пластины корпуса. Корпус включал в себя двойное дно, длина которого достигала до 63% от длины судна. Серия водонепроницаемых переборок также ставилась от киля до орудийной палубы. Всего было 174 водонепроницаемых отсека на корабле. У броненосца была метацентрическая высота, колебавшаяся в размерах от 0,82 м до 1,02 м. Балансировочные кили ставились на всех сторонах корпуса для уменьшения качки. Верхняя палуба делалась из дерева и покрывалась линолеумом или кортицином.
Основным оружием «Бабенберга» являлись три 240-мм пушки C97 Krupp типа L/40 (две ставились в одну турель, одна ставилась отдельно перед двойной установкой). Пушки выпускали 3-4 бронебойных снаряда массой 215 кг за минуту. Вторичным вооружением являлись 150-мм пушки SK L/40, расположенные в казематах и стрелявшие со скоростью 4-5 снарядов в минуту. Сам корабль был сделан из хромо-никелевой стали и хорошо защищён: максимальная толщина брони доходила до 180-220 мм.

## Служба

### В мирное время
Принятый на службу в 1904 году, «Бабенберг» совместно с кораблями «Арпад» и «Габсбург» участвовал в военной игре с броненосцами типа «Монарх» в составе 1-й дивизии боевых кораблей Позднее он был переведён во 2-ю дивизию

### В войну
В войну он нёс службу в составе ВМС Австро-Венгрии в 4-й дивизии. «Бабенберг» при поддержке «Габсбурга» и «Бабенберга» был задействован в прикрытии немецких кораблей «Гёбен» и «Бреслау», которые прорывались через Мессинский пролив и отбивались от нападений англичан. После удачного прорыва в Турцию австрийские суда вернулись на базы (флот продвинулся до Бриндизи).
После вступления Италии в войну на стороне Антанты флот Австро-Венгрии начал обстреливать порты Италии. В мае 1915 года «Бабенберг» принял участие в своей первой и единственной операции — обстреле Анконы. Из-за дефицита топлива был выведен из состава флота и вернулся в гавань, в которой превратился в плавучую крепость. К концу войны его экипаж перевели на подлодки и авиацию, а после её окончания в качестве трофея «Бабенберг» был передан британцам, которые продали его Италии. В 1921 году корабль был разобран на металл.